# タイの地方行政
この項目ではタイの地方行政について記述する。

## 行政区分

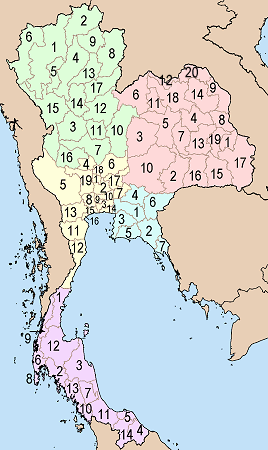
タイのチャンワット

現在の行政区分はラーマ5世のチャクリー改革の一環として整備された。
広域行政単位としてチャンワット（県）が設置され、その下にアムプー（郡）、末端行政単位としてタムボン（町）、さらにその下にムーバーン（村）が設置されている。
なお、バンコクはチャンワットではなく首都府であるため特殊な行政区分を有している。
バンコク（都）→ケート（区）→クウェーン
なおチャンワットおよび以下の地方行政区分は内務省の下位組織であり、知事は内務省からの派遣である。その下位組織も知事の任命であるため、#自治体に指定された地域を除いて自治は行われていない。

## 自治体
以下の自治体は人口密度と人口が多い地域によって以下に与えられるステータスで、内務省から独立した行政体である。
- スカーピバーン（正確には自治体ではない）・・・スカーピバーン法

またバンコクおよびパッタヤー特別市（パタヤ）も個別の法律によって特殊な地位を与えられた自治体である。

## 歴史

### 1892年
現在あるチャンワットはアユタヤ王朝時代以降に、アユタヤ王朝の属国であったり、アユタヤ王朝の政府が派遣する官吏によって治められた国が元になっている。これらの地方の特色として、ムアンと呼ばれる首都があってその周りに衛星都市や農村などが存在しており、ムアンとその勢力の及ぶ地域を、アユタヤ王朝政府から独立した財政基盤の元治めていた事が挙げられる。これは、ムアンという言葉自体は城壁都市を指す言葉であるが同時にその勢力範囲を指す言葉（つまり国）としても使われていることからもうかがえる。また財政基盤が独立しており、中央政府には朝貢するのみであったから、ムアンの独立性は高く、アユタヤの王の地方における権限は戦時中を除き非常に低かった。この傾向はチャクリー王朝に入っても続き、ムアンが独立した行政体であることが中央政府のムアンに対する勢力が完全に維持できないと言う状況が生まれた。特にイギリス、フランスがインドシナ地域の植民地化を進めた19世紀には、この状況はタイの領土損失につながりかねない可能性を秘めていた。19世紀後半のチャクリー君主、ラーマ5世（チュラーロンコーン）はこの状況を改善し植民地化を避けるためにチャクリー改革と呼ばれる中央集権化を行った。

### 1892年のチャクリー改革
チャクリー改革においてラーマ5世は劇的な地方行政改革を行った。1892年にはまず省庁の大幅な再編成が行われている。ラーマ5世の異母兄弟であり地方行政改革の立て役者であるダムロン親王はこの大編成まで北部省（マハートタイ）に就任していたが1894年には南部省（クラーホーム）が廃止されたことにより北部省が内務省に格上げされ、ダムロンも地方行政の最高責任者となった。
ダムロンは1893年、モントン制の整備を開始。モントンとは省、あるいは州と訳される。モントンは内務省の下にある行政区分で、モントンにはモントン長（テーサピバーン）が置かれ、中央政府により派遣された省庁が置かれた。この地方のモントン化は徐々に行われ、モントン制が正式に取り決められたのは1897年のことであるが、ダムロンはそれまでにモントンの下の行政区分の整備も行っている。前述のムアンはモントンの下の行政区分として位置づけられ、その下に現在まで続く、アムプー（郡）、タムボン（町）、ムーバーン（村）が置かれた。
この中央集権化の過程において一部では半独立のステータスを保持していた地方のムアンにおける独立運動も勃発した。独立運動で有名な場所として南部のパタニ王国やナコーンラーチャシーマー県（イーサーン）の自称王による王国の樹立、北部のパヤオ王国の反発などである。これらは後々タイからの分離独立を主張するようになった地域であり、北部およびイーサーンではタイ国共産党の勢力の浸透が見られ（現在沈静化）、旧パタニ王国地域である深南部三県では20世紀末期にイスラム原理主義思想が流入し、21世紀に入っても武力衝突が続く結果になっている。
1916年以降はムアンにおける領域と県庁所在地の違いを明確にするために、ダムロンはムアンの領域全体に対してはチャンワット（県）、県庁所在地はアムプーであったことからアムプームアンという位置づけが行われた。
1915年ダムロンはラーマ6世（ワチラーウット）との不仲により政界を引退する。一方で、地方政治の全権を掌握したワチラーウットはパーク（地方）の概念を提示した。パークは複数のモントンを抱える地域でタイ国内で4個所（北部地方、中部地方、南部地方、イーサーン地方）設けられた。パークにはワチラーウットから任命された副王（ウッパラートあるいはウパラージャ）が派遣され行政を行った。しかし世界恐慌と無計画な財政政策により財政難に陥っていたタイ政府は1925年にパークを解体した。このとき同じく財政難からいくつかのモントンも融合されている。

### 1932年立憲革命以降
1932年の立憲革命の後、新政府は慢性的な財政難の改善のためモントンを解体する。これが現在ある地方行政である。後に、第二次世界大戦中には領土回復運動が行われ、返還された（奪い取った）領土にいくつかのチャンワットが新設されたが戦後の領土返還により再び喪失している。20世紀後半には人口の増加や経済活動の拡大にともない、既存のチャンワットだけでは対応できない場合も増えてきたため、チャンワットを新設すると言うことが行われた。最近に新設されたチャンワットとしてサケーオ県、ノーンブワラムプー県、アムナートチャルーン県（いずれも1993年新設）、ブンカーン県（2010年新設）がある。